# 1 E0 m
Pour aider à comparer les ordres de grandeur des différentes longueurs, voici une liste de longueurs de l'ordre de 100 m, soit 1 m :
- 1 m correspond :
  - au côté d'un carré de 1 m2 de superficie
  - à l'arête d'un cube possédant une surface de 6 m2 et un volume de 1 m3
  - au rayon d'un cercle de 3,14 m2 surface
  - au rayon d'une sphère de 12,56 m2 de surface et de 4,19 m3 de volume
- 1 m : longueur d'onde de la plus haute fréquence radio VHF, 300 MHz
- 2,45 m : record du monde du saut en hauteur établi en 1993
- 2,77 à 3,44 m : longueur d'onde de la bande de fréquence FM, 108–87 MHz
- 3,048 m : hauteur du panier au basket-ball
- 3,63 m : record d'envergure pour les oiseaux vivants (un albatros).
- 4,80 à 5,50 m : hauteur d'une girafe
- 6,18 m : record du monde de saut à la perche établi en 2020
- 7,50 m : longueur approximative de l'intestin grêle et du gros intestin.
- 8,95 m : record du monde de saut en longueur établi en 1991
- 10 m : longueur d'onde de la plus basse fréquence radio VHF, 30 MHz
- Homo habilis : 1,1–1,2 m (-2 500 000 ans)
- Homo erectus : 1,6–1,7 m (-1 500 000 ans)
- Homo neanderthalensis : 1,62-1,75 m (-80 000 à -38 000 ans)
- Homo sapiens – Cro Magnon : 1,80 m (-35 000 ans)
- Homo sapiens – Moderne : 1,65 m (-7 000 à -6 000 ans)
- en France :

La taille dépend avant tout de l'alimentation et en particulier d'un bon apport en protéines. Paradoxalement la taille moyenne au Moyen Age était supérieure à celle du XVIIIe siècle. 
- - Au Moyen Âge : homme : 1,65 m à 1,80m
  - 1830/1850 : homme : 1,62 m
  - 1900 : homme 1,66 m, femme 1,54 m
  - 1950 : homme 20 à 29 ans : 1,70 m, femme 20 à 29 ans : 1,61 m
  - 1991 : homme 20 à 29 ans : 1,76 m, femme 20 à 29 ans : 1,64 m
  - 1999 : homme : 1,75 m, femme 1,64 m
- Taille moyenne des hommes dans le monde en 1995 :
  - Allemagne : 1,75 m
  - Français : 1,76 m
  - États-Unis : 1,80 m
  - Japon : 1,70 m
  - Jordanie : 1,65 m
  - Pygmée : 1,42 m
  - Tutsis : 1,80 m
  - Tchad (ethnie Sara) : 1,82 m
  - Suédois : 1,77 m
  - Inuit : 1,50 m